# Freak of Nature (Anastacia)
Freak of Nature è il secondo album della cantautrice americana Anastacia, pubblicato il 23 novembre 2001 in Australia e nel resto del mondo il 26 novembre dello stesso anno. È arrivato al 27º posto della Billboard 200 ed ha raggiunto le prime posizioni nelle classifiche di tutta Europa. È stato ripubblicato l'11 novembre 2002 con il titolo Freak of Nature: Collectors edition, con una nuova copertina ed un bonus CD contenente tracce extra, remix e registrazioni dal vivo estrapolate dai concerti in Giappone.

## Descrizione
Freak of Nature è stato prodotto da Ric Wake, Sam Watters, Louis Biancaniello e Richie Jones. L'album amalgama numerosi generi musicali: Jose F. Promis di AllMusic afferma che con Freak of Nature Anastacia replica il mix di funk, soul e pop degli anni '80 che caratterizzava Not That Kind, aggiungendovi un'importante componente rock. Michael Paoletta su Billboard definisce l'album un mix di pop, rock, R&B e dance. Gianni Sibilla su Rockol descrive le canzoni come una "fortunata miscela di soul-pop". L'album contiene anche elementi gospel (Overdue Goodbye) e hip hop (I Thought I Told You That, duetto con Faith Evans, presente solo nell'edizione americana). Nel CD 2 dell'edizione deluxe europea e australiana dell'album è stata inserita la traccia Someday My Prince Will Come, cover dell'omonimo brano tratto dalla colonna sonora del primo film di animazione Disney Biancaneve e i sette nani.

## Tracce
Edizione standard
1. Freak of Nature – 3:39 (Anastacia, Richie Jones, Eric Kupper, Billy Mann)
2. Paid My Dues – 3:21 (Anastacia, Greg Lawson, Damon Sharpe, LaMenga Kafi)
3. Overdue Goodbye – 4:34 (Anastacia, Billy Mann)
4. You'll Never Be Alone – 4:21 (Anastacia, Sam Watters, Louis Biancaniello)
5. One Day in Your Life – 3:28 (Anastacia, Sam Watters, Louis Biancaniello)
6. How Come the World Won't Stop – 4:03 (Anastacia, Billy Mann)
7. Why'd You Lie to Me – 3:43 (Anastacia, Damon Sharpe, Greg Lawson, Trey Parker, Damon Butler, Canela Cox)
8. Don't Cha Wanna – 3:43 (Anastacia, Sam Watters, Louis Biancaniello, Stevie Wonder, Yvonne Wright)
9. Secrets – 5:22 (Anastacia, Brian James)
10. Don't Stop (Doin' It) – 4:21 (Anastacia, Sam Watters, Louis Biancaniello)
11. I Dreamed You – 5:04 (Anastacia, Derek Bramble, Lindy Robbins)
12. Overdue Goodbye (Reprise) – 1:35 (Anastacia, Billy Mann)

Bonus track per il Giappone
1. Boom – 3:19 (Anastacia, Glen Ballard)

Edizione americana
1. Freak of Nature – 3:39
2. Paid My Dues – 3:21
3. Overdue Goodbye – 4:34
4. You'll Never Be Alone (Alternative Version) – 4:40
5. One Day in Your Life (Alternative Version) – 3:51
6. How Come the World Won't Stop – 4:03
7. I Thought I Told You That (feat. Faith Evans) – 3:35 (Anastacia, Miklós Malek, Nicole Renée)
8. Why'd You Lie to Me – 3:43
9. Don't Cha Wanna – 3:43
10. Secrets – 5:22
11. Don't Stop (Doin' It) (Alternative Version) – 4:28
12. I Dreamed You – 5:04
13. Overdue Goodbye (Reprise) – 1:35

Edizione deluxe (Europa e Australia) disco 2
1. I Thought I Told You That (feat. Faith Evans) – 3:35
2. Someday My Prince Will Come – 3:44 (Frank Churchill, Larry Morey)
3. Boom – 3:19
4. Paid My Dues (The S-Man's Darkstar Mix) – 5:17
5. One Day in Your Life (Hex Hector/Mac Quayle Club Mix) – 10:12
6. Why'd You Lie to Me (Nu Soul DNB Mix) – 6:38
7. Freak of Nature (Live from Japan, 13 Sept 2002) – 4:23
8. Overdue Goodbye (Live from Japan, 13 Sept 2002) – 5:41

Edizione deluxe (Regno Unito) disco 2
1. I Thought I Told You That (feat. Faith Evans) – 3:35
2. Someday My Prince Will Come – 3:44
3. Paid My Dues (The S-Man's Darkstar Mix) – 5:17
4. One Day in Your Life (Hex Hector/Mac Quayle Club Mix) – 10:12
5. Why'd You Lie to Me (Nu Soul DNB Mix) – 6:38
6. Freak of Nature (Live from Japan, 13 Sept 2002) – 4:23
7. Overdue Goodbye (Live from Japan, 13 Sept 2002) – 5:41

## Classifiche
| Paese             | Posizione massima |
| ----------------- | ----------------- |
| Australia         | 10                |
| Austria           | 2                 |
| Belgio (Fiandre)  | 1                 |
| Belgio (Vallonia) | 12                |
| Danimarca         | 1                 |
| Paesi Bassi       | 1                 |
| Finlandia         | 8                 |
| Francia           | 15                |
| Germania          | 1                 |
| Irlanda           | 7                 |
| Italia            | 3                 |
| Norvegia          | 1                 |
| Nuova Zelanda     | 39                |
| Polonia           | 7                 |
| Svezia            | 1                 |
| Svizzera          | 1                 |
| Regno Unito       | 4                 |
| Ungheria          | 5                 |
| Stati Uniti       | 27                |

## Date di pubblicazione
| Paese       | Data             | Formato                  | Casa discografica |
| ----------- | ---------------- | ------------------------ | ----------------- |
| Australia   | 23 novembre 2001 | CD                       | Sony              |
| Australia   | 25 novembre 2002 | 2× CD collectors edition | Sony              |
| Regno Unito | 26 novembre 2001 | CD                       | Epic              |
| Regno Unito | 11 novembre 2002 | 2× CD collectors edition | Epic              |
| Francia     | 26 novembre 2001 | CD                       | Sony              |
| Francia     | 11 novembre 2002 | 2× CD collectors edition | Sony              |
| Germania    | 26 novembre 2001 | CD                       | Sony              |
| Germania    | 11 novembre 2002 | 2× CD collectors edition | Sony              |
| Stati Uniti | 18 giugno 2002   | CD                       | Epic, Daylight    |
| Stati Uniti | 18 novembre 2002 | 2× CD collectors edition | Epic, Daylight    |
| Giappone    | 24 luglio 2002   | CD                       | Sony              |